# VfB Borussia Neunkirchen
Maillots
Le VfB Borussia Neunkirchen est un club allemand de football basé à Neunkirchen.
Le club joue ses matchs à domicile à l'Ellenfeldstadion.

## Historique
- 1905 : fondation du club sous le nom de FC Borussia Neunkirchen
- 1907 : fusion avec le SC Neunkirchen en SC Borussia Neunkirchen
- 1908 : le club est renommé Borussia VfB Neunkirchen
- 1945 : fermeture du club
- 1945 : refondation du club sous le nom de VfB Neunkirchen
- 1951 : le club est renommé Borussia VfB Neunkirchen

## Palmarès
- Coupe d'Allemagne :
  - Finaliste : 1959

## Anciens joueurs
- Jay-Jay Okocha
- Stefan Kuntz